# Титовка (Почепский район)

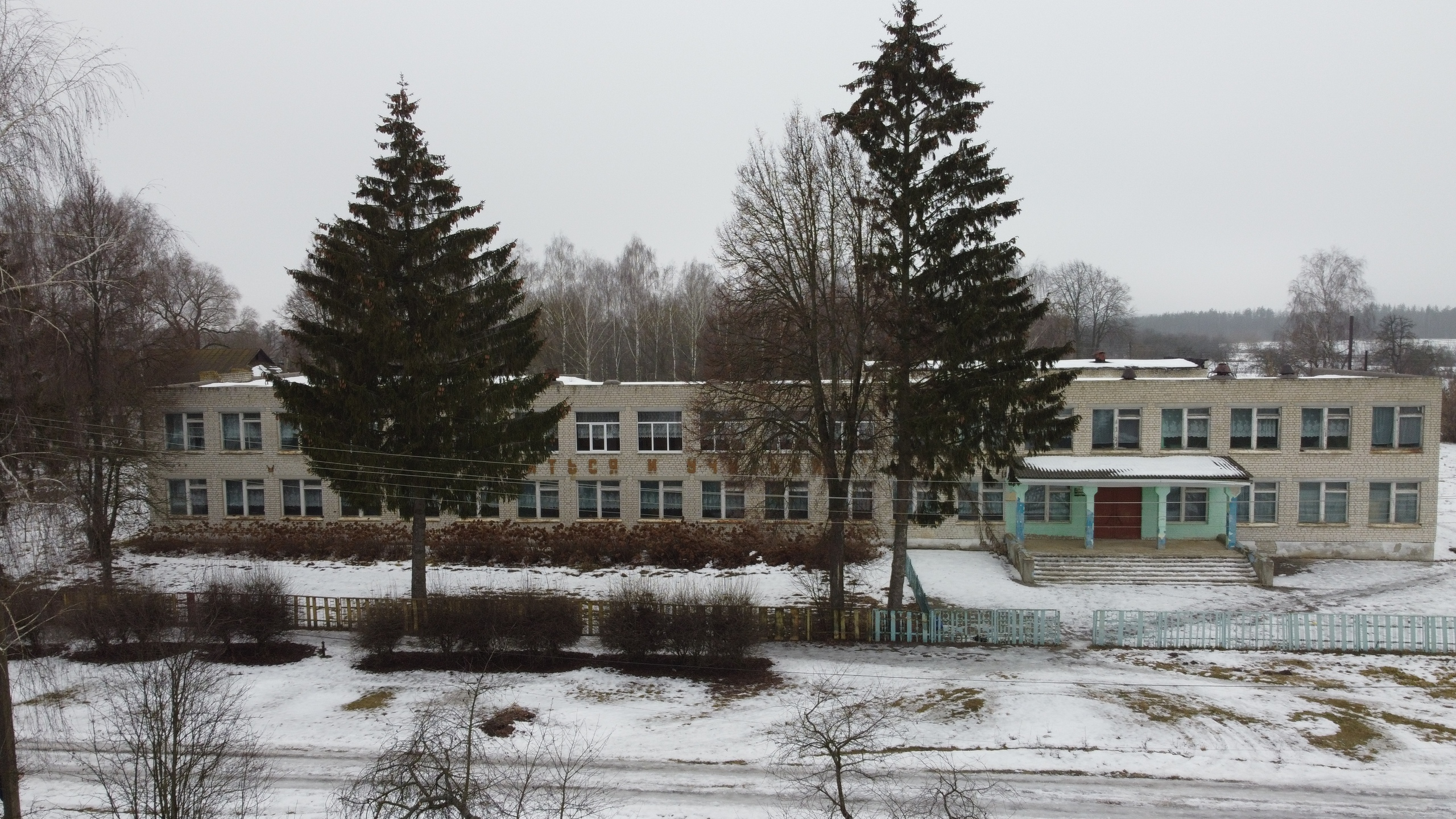
Титовская СОШ

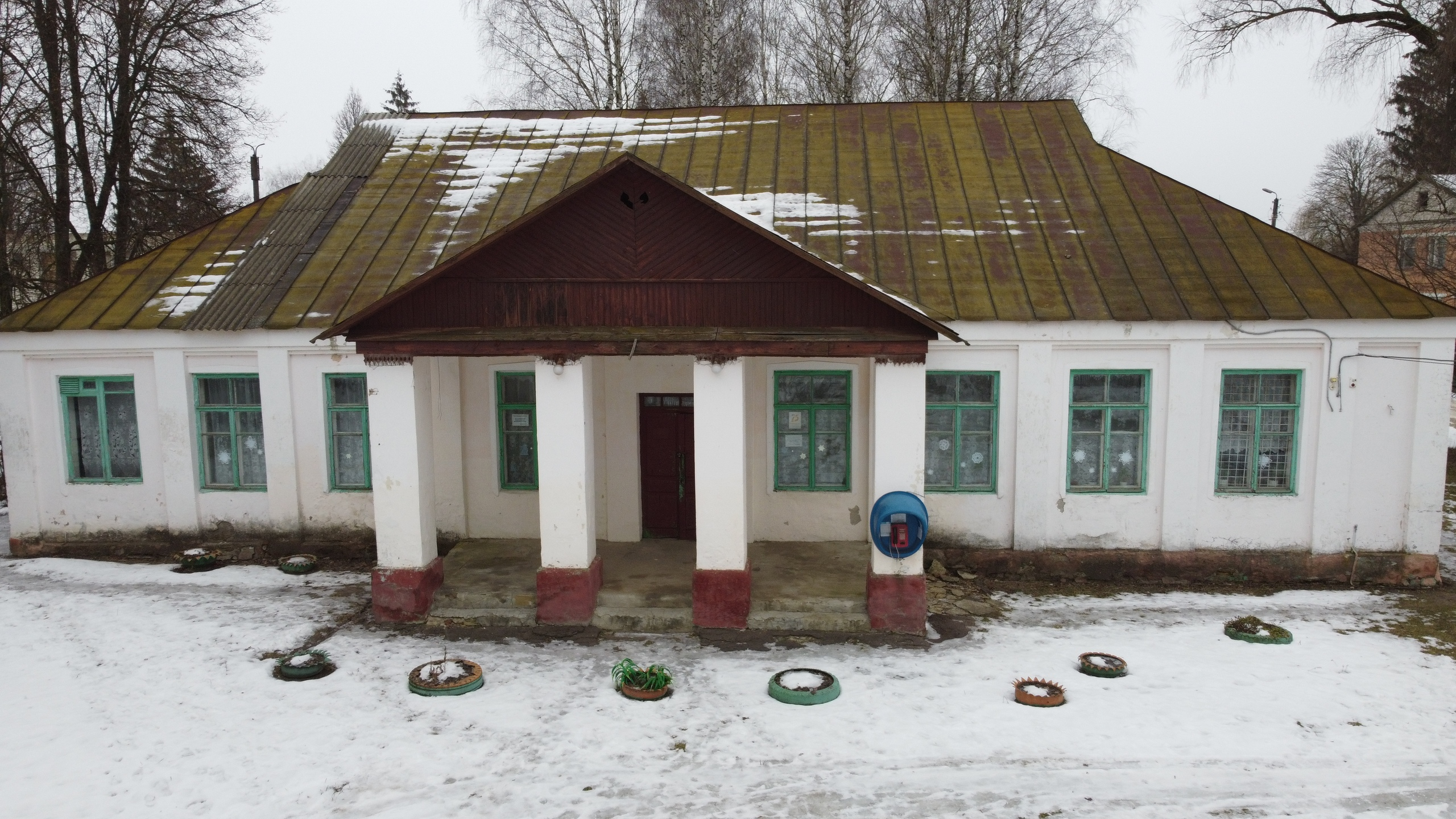
ДК «Титовский»

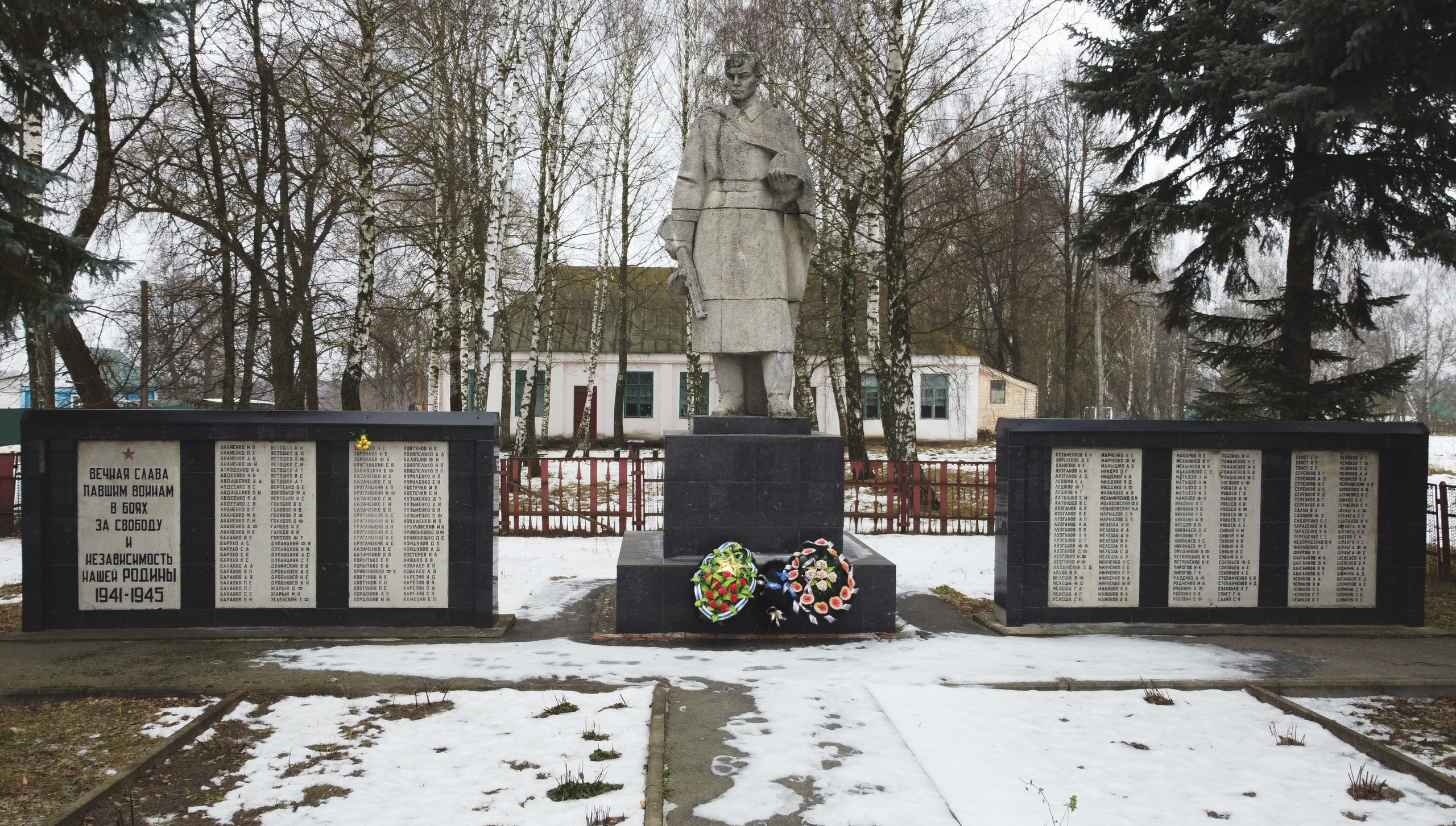
Памятник Воину — освободителю

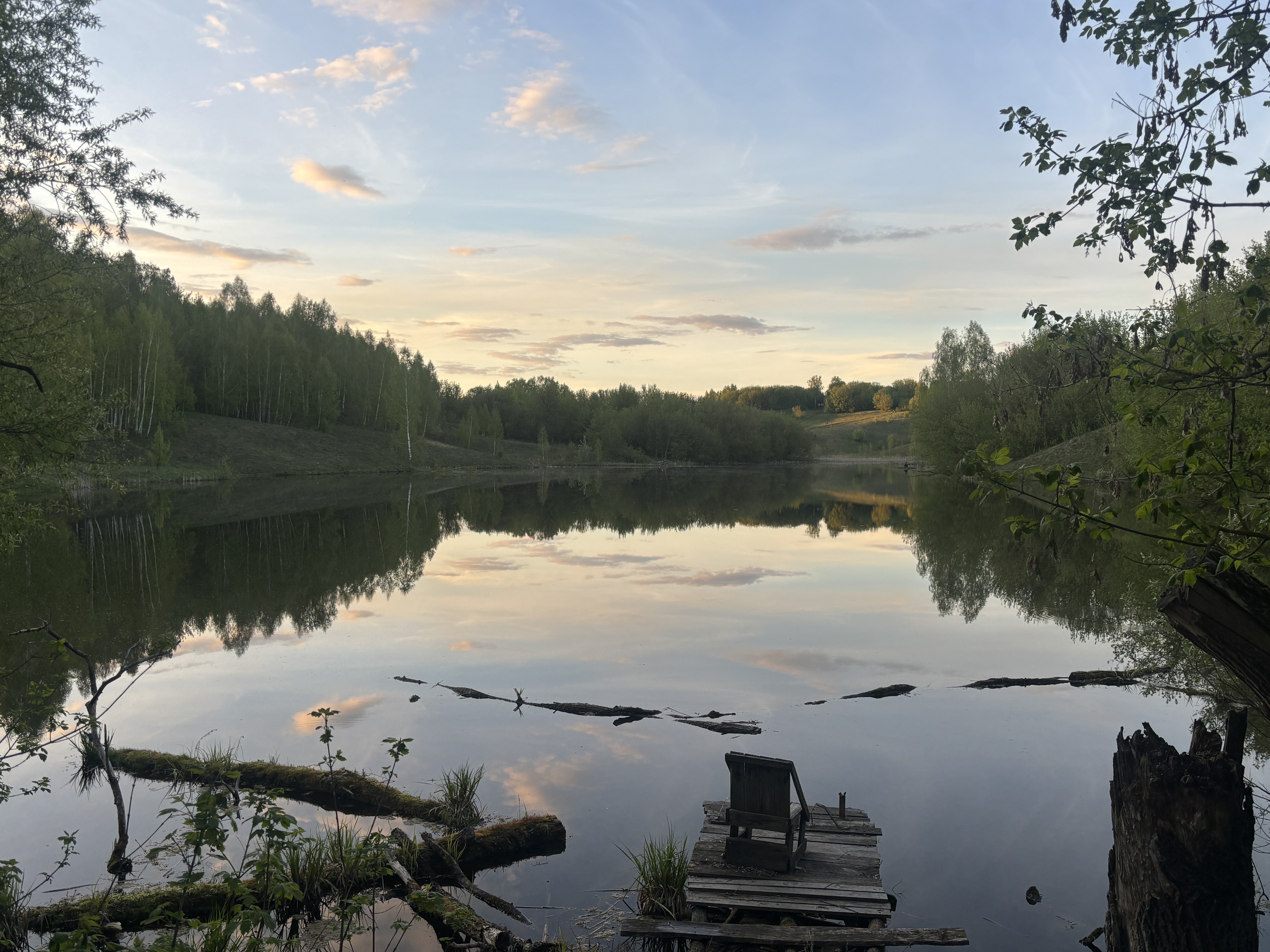
Титовское озеро

Титовка — село в Почепском районе Брянской области, в 15 км к юго-западу от Почепа. Центр Титовского сельского поселения.

## Население
| к.XVIIв                                 | 1721    | 1859              | 1892 | 1901                             | 1928 |
| --------------------------------------- | ------- | ----------------- | ---- | -------------------------------- | ---- |
| 28 двор (20 дворов. 8 без дворовых хат) | 41 двор | 359ч. (39 дворов) | 650  | 588 (289 - мужчин, 299 - женщин) | 462  |

| 2010 | 2013 |
| ---- | ---- |
| 358  | ↘348 |

## Этимология (Возможные словообразование Титовка)
Тiтовщiна = Тi+товщiна (дословно с укр. Ты(те) + толщина)
Титощина = Титов (некий человек с фамилией Титов) + щина (суффикс Словообразовательная единица, образующая имена существительные женского рода, которые являются обиходными названиями территорий)
Титощина = Тит (герой из пословицы, словарь Даля: Тит, поди молотить! - Брюхо болит. - Тит, пойдем пить! - Бабенка, подай шубенку!) + щина (суффикс Словообразовательная единица, образующая имена существительные женского рода, которые являются обиходными названиями территорий) = дословно место ленивых людей
Титовка  - старинный средне-русский сорт яблони «Титовка» («Титовка расписная», «Титовка обыкновенная»)

## История
В 1618 году, после подписания Деулинского перемирия, западная часть Среднего Подесенья, т. н., Стародубовье (территории современных Почепского, Погарского, Мглинского, Унечского, Стародубского, Суражского, Клинцовского, Климовского, Новозыбковского, Гордеевского, Краснорогского, Злынковского районов), отошла к Польше. Для охраны крепостей в северских городах Стародубе, Мглине и Почепе, поляки стали формировать «казацкие корогвы», нанимая на службу местных жителей, имевших своих коней. За службу «новоявленные казаки» получали от поляков определённый надел земли.
Упоминается с начала XVIII века как деревня Титовщина в составе Почепской (1-й) сотни Стародубского полка; в 1782—1797 гг. в Погарском уезде; с начала XIX века до 1918 г. в Мглинском уезде (с 1861 г. — в составе Котляковской волости), в 1918—1929 гг. в Почепском уезде (Котляковская, с 1924 г. Старосельская волость).
Максимальное число жителей 650 человек (1892 г.).
В 1904 г. была построена церковь Святителя Феодосия (разрушена во время ВОВ).
В 1928 г. была построена Титовская восьмилетняя школа.
В период с 1928 по 1937 г. был создан колхоз Титовский.
В конце 1950-х годов построен ДК «Титовский».
В 1954 г. на бетонном постаменте (высотой 2м) установлена бетонная (высотой 4,5 м) скульптура воина со склонённым знаменем и женщина, возлагающая венок.
В 1957 г. прошла электрификация села.
В 1968г.  создана дамба Титовского озера (гидротехническое сооружение, представляющее собой грунтовую насыпь) силами колхоза "Власть Советов" .
В 1975 г. была построена МБОУ «Титовская ООШ»
В 1979 г. установлен памятник Воину-освободителю.
2000-2001 гг. прошла газификация села.
В 2010 г. в селе Титовка установлены мемориальные доски в память о жителях села, погибших на фронтах Великой Отечественной войны
2017 г. закрыта Титовская школа.
| № п.п. | Даты,гг          | Документы                                        | Численность (Описание) | Территориальное дробление            | Территориальное деление                                            |
| ------ | ---------------- | ------------------------------------------------ | --- | ------------------------------------ | ------------------------------------------------------------------ |
| 1      | 1657, 1672, 1727 | Спор за землю между жителями Титовщины и Починка | 28 (20 дворов. 8 без дворовых хат) (4д и 1 бх румянцеву) Обозрение Румянцевской описи Малороссии Часть 1875 ст 597 41 дворов Переписная книга Черниговских сел и деревень для_занятия в_оных квартир Мекленбургскому корпусу. 1721 год.1-100 ст 84                |                                      | Левобережная украина. Стародубский полк (1654 - 1781)              |
| 2      | 1731             | Книга присяг Малороссийских полков               | Сотня Почеповская Деревне Титовщини Ревизии Стародубского полка. 1737г. 764 листов Л. 142 д.Титовщина |                                      | Левобережная украина. Стародубский полк (1654 - 1781)              |
| 3      | 1737.,1748       | Ревизия Стародубского полка                      | Ревизия Стародубского полка за 1748г. Фонд 80 Опись 2 Дело 319 Ревизии Стародубского полка. 1748г. 944 листов Л. 328 д. Титовщина |                                      | Левобережная украина. Стародубский полк (1654 - 1781)              |
| 4      | 1781 - 1796      |                                                  | |                                      | Мглинской уезд. Новгород – Северского наместнечества (1781 - 1796) |
| 5      | 1796 - 1802      |                                                  | |                                      | Мглинской уезд. Малороская губерния (1796 - 1802)                  |
| 6      | 1816, 1818       | РС графа Разумовского                            | |                                      | Мглинской уезд. Черниговской губернии (1802 - 1919)                |
| 7      | 1850, 1857, 1871 | РС Урусовой А.С. (внучка Разумовского)           | 359 -1859 , 39 дворов Черниговская губерния, списки населённых мест на 1859 650 – 1892г. Книга Календарь черниговской губернии на 1893 ст 157 588 -1901 г. Книга Список населенных мест Черниговской губернии, имеющих не менее 10 жителей, по данным за 1901 год | Котляковская волость (1861 - 1924)   | Мглинской уезд. Черниговской губернии (1802 - 1919)                |
| 8      | 1919 - 1929      |                                                  | 462 – 1928 Книга Список населенных мест Брянской губернии ст 254 | Старосельская воловсть (1924 - 1929) | Почепский уезд. Гомельской губернии (1919 - 1929)                  |
| 9      | 1929 - 1944      |                                                  | |                                      | Почепский район. Орловской области (1929 - 1944)                   |
| 10     | 1944-н.в.        |                                                  | |                                      | Почепский район. Брянской области (1944)                           |

## Церковь Святителя Феодосия[10]
В деревне Титовке, Мглинского уезда, на средства прихожан, и Высочайше пожалованные от Монарших щедрот 500 рублей, устроен новый храм в честь Святителя Феодосия, и с Архипастырского благословения Его Преосвященства местным благочинным священником Алексеем Яновским, в сослужении четырёх священников и диакона, при многочисленном стечении богомольцев, 25 октября сего года торжественно освящен. При служении благодарственного Господу Богу молебствия и молебного пения Святителю Феодосию о здравии Его Императорского Величества верноподданнические чувства богомольцев выразились в чистой сердечной молитве, и по окончании таковой все они вышли из храма в жизнерадостном настроении. Церковь была закрыта в 1935 г. Во время ВОВ (период 1941 — 1943гг) была наблюдательным пунктом немецких войск. Была разрушена во время войны..

###### Служители церкви
Мармазинский Иван Васильевич, Иерей (1926 г.)
Тросницкий Василий Васильевич, Иерей (период с 1925 по 1929 гг.)
Престольный праздник:
22 сентября — день прославления (обретение и перенесение мощей Святителя Феодосия).

## Колхоз «Власть Советов» (Титовский)[13]
После освобождения в сентябре 1943 года Почепского района Орловской области от немецко-фашистских захватчиков возобновилась деятельность колхоза «Титовка» Титовского сельсовета.
В 1950 г. к колхозу «Титовка» Титовского сельсовета присоединились более мелкие колхозы «Жоровлево» и «Маяк», укрупненный колхоз получил название колхоз «Власть Советов» Титовского сельсовета. В 1955 г. к колхозу «Власть Советов» присоединился колхоз имени Кирова.
Основными направлениями деятельности колхоза «Власть Советов» являлись выращивание картофеля и животноводство.
Подчиненность колхоза неоднократно менялась. С марта 1947 по март 1953 года колхоз подчинялся отделу сельского хозяйства Почепского райисполкома, в марте-декабре 1953 г. — управлению сельского хозяйства и заготовок Почепского райисполкома, в 1954—1957 гг. -МТС, в 1958—1961 гг.- инспекции по сельскому хозяйству Почепского райисполкома, с 1962 по март 1965 г. — Почепскому производственному колхозно-совхозному управлению, с марта 1965 по 1985 г.- Почепскому районному производственному управлению сельского хозяйства. С 1986 по февраль 1991 г. колхоз входил в состав Почепского районного агропромышленного объединения.
По решению общего собрания колхозников, решением малого Совета Почепского районного Совета народных депутатов от 26.03.1992 № 44 колхоз «Власть Советов» был перерегистрирован в коллективное предприятие «Власть Советов».
На основании Федерального Закона «О сельскохозяйственной кооперации» 30.03.2000 предприятие было перерегистрировано в сельскохозяйственный производственный кооператив «Власть Советов».
18.11.2005 г. зарегистрировано ТнВ «ВЛАСТЬ СОВЕТОВ».
01.08.2019 г. Прекращение деятельности юридического лица в связи с его ликвидацией на основании определения арбитражного суда о завершении конкурсного производства.

###### Руководители (председатели) колхоза
1. Черканов Семен Васильевич (руков.: 1955-1962 гг.)
2. Мефедов Георгий Александрович (руков.: 1962-1971 гг.)
3. Кривоножко Николай Петрович (руков.: 1971-1978 гг.)
4. Гераськов Леонид Иванович (руков.: 1978-1986 гг.)
5. Черномазов Владимир Михайлович (руков.: 1986-1995 гг.)
6. Прибыльнов Вячеслав Дмитриевич (руков.: 1995-2002 гг.)
7. Шемяков Олег Кузьмич (руков.: 2002-2012 гг.)